# Corso Vittorio Emanuele (Naples)
Pour les articles homonymes, voir Corso Vittorio Emanuele.

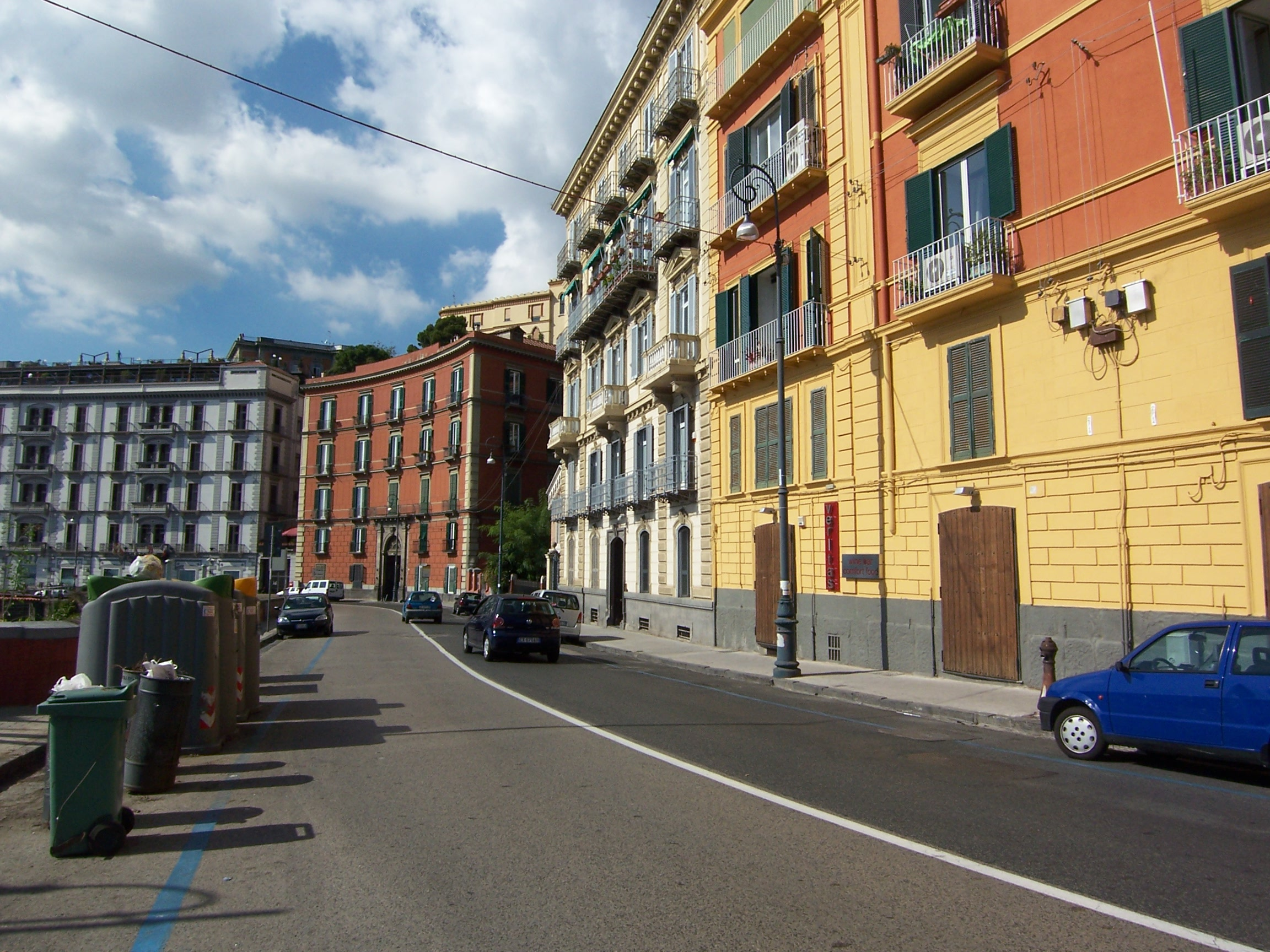
Vue du cours, près de l'église du Santissimo Redentore.

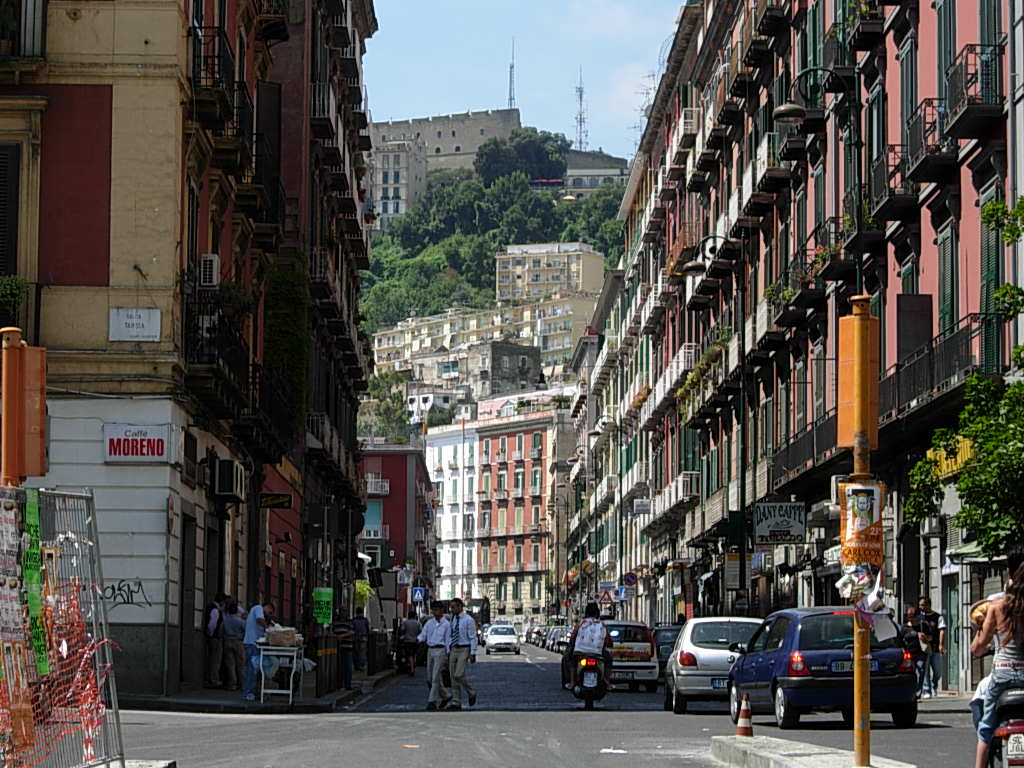
Vue du cours, près de la Piazza Mazzini. Au fond, le château Sant'Elmo.

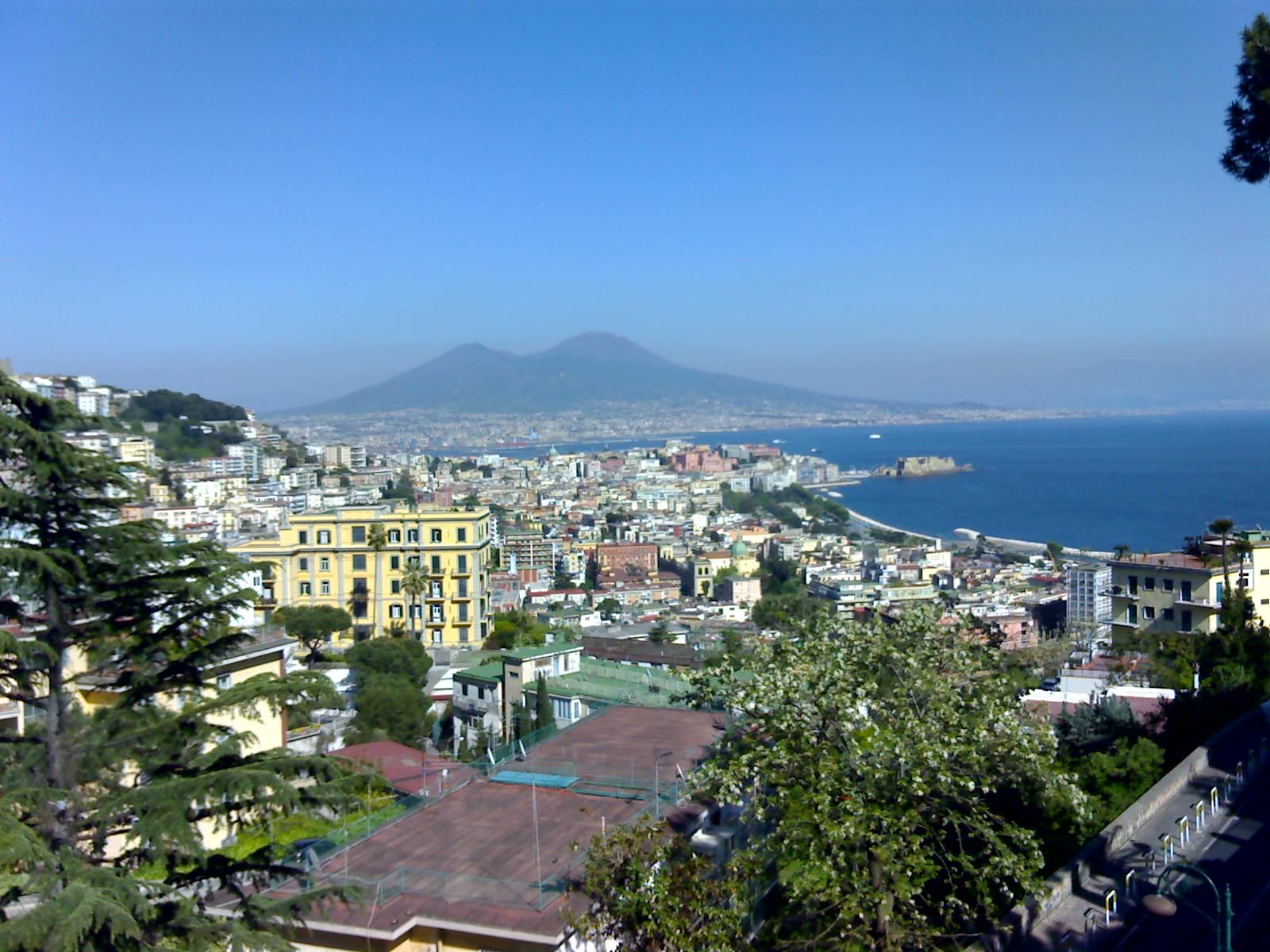
Vue panoramique de Naples, prise à partir du cours.

Le corso Vittorio Emanuele (cours Victor-Emmanuel), autrefois corso Maria Teresa (cours Marie-Thérèse), est une des artères principales de la ville de Naples.

## Histoire
Sa réalisation est due à la volonté du roi Ferdinand II qui en commanda le projet à la fin de l'année 1852 à cinq architectes et urbanistes : Errico Alvino, Francesco Saponieri, Luigi Cangiano, Antonio Francesconi et Francesco Gavaudan. Ceux-ci durent concevoir une artère qui puisse relier deux parties de la ville opposées et surtout la ville basse au quartier du Vomero.
Les projets retenus scindent la voie en trois tronçons : le premier part de Piedigrotta, jusqu'au couvent de Sœur Orsola Benincasa ; le deuxième va jusqu'à l'Infrascata (appelée depuis 1869 via Salvator Rosa) et enfin le troisième, jamais réalisé, se serait étendu jusque vers Capodimonte pour se terminer piazza Ottocalli.
La nouvelle rue, qui fut appelée à l'origine Corso Maria Teresa (cours Marie-Thérèse, en l'honneur de la reine), fut tracée le 6 avril 1853 et inaugurée par la famille royale en présence de nombreux ministres et des architectes, le 28 mai suivant. Les travaux avaient été effectués dans l'urgence : les six ponts qui enjambaient les différences de niveau furent construits en bois. Ce n'est qu'en 1860 que le premier tronçon fut terminé.
Après la conquête de Garibaldi en 1860 et la chute des Bourbons, la rue prit le nom du premier roi d'Italie, Victor-Emmanuel. Les travaux du deuxième tronçon démarrèrent en 1873, selon un projet élaboré par quatre des cinq architectes d'origine (Saponieri était mort entre-temps) et par Pasquale Francesconi, frère d'Antonio Francesconi.
On ouvrit une place à la fin du cours Victor-Emmanuel ; elle prit le nom de Salvator Rosa,  et pour le cinquantenaire du plébiscite d'annexion, on inaugura le 24 novembre 1910,, la statue de Paolo Emilio Imbriani. Plus tard, la place prit le nom de Giuseppe Mazzini.

## Description
La rue s'étend sur 4,5 kilomètres de la piazza Mazzini, jusqu'à la via Piedigrotta, rejoignant la colline du Vomero par un tracé sinueux permettant des vues panoramiques.
Sauf pour quelques courts tronçons et à la fin (après la gare de la Cumana), on ne trouve pas d'édifices construits du côté donnant sur la mer, mais seulement du côté donnant sur le mont. Cela est dû à la volonté de préserver la vue panoramique sur le paysage offert par cette nouvelle voie, volonté exprimée par un rescrit du roi Ferdinand II du 31 mai 1853.
L'unique ligne de l'ANM (société de transports publics napolitains) qui la parcourt entièrement est la C16 (Mergellina - via Battistello Caracciolo). Trois arrêts du funiculaire menant au Vomero sont présents sur le cours.
| CORSO VITTORIO EMANUELE |                                                                   |      |      |               |
| Typologie               | Indication                                                        | ↓km↓ | ↑km↑ | Quartier      |
|                         | Piazza Mazzini                                                    | 0    | -    | Avvocata      |
|                         | IPSSCT Vittorio Veneto École moyenne publique Michelangelo Schipa | 0.1  | -    | Avvocata      |
|                         | Funiculaire de Montesanto                                         | 0.6  | -    | Montecalvario |
|                         | ISIS Antonio Serra                                                | 0.8  | -    | Montecalvario |
|                         | Couvent Santa Lucia Vergine al Monte                              | 1.1  | -    | Montecalvario |
|                         | Istituto Suor Orsola Benincasa                                    | 1.3  | -    | Montecalvario |
|                         | Istituto Paritario Pontano                                        | 1.5  | -    | Montecalvario |
|                         | Funiculaire Centrale                                              | 1.5  | -    | Montecalvario |
|                         | Église San Nicola da Tolentino                                    | 1.6  | -    | Montecalvario |
|                         | Église Santa Caterina da Siena                                    | 1.6  | -    | Chiaia        |
|                         | Église Santa Maria Apparente                                      | 1.8  | -    | Chiaia        |
|                         | Funiculaire de Chiaia                                             | 2.3  | -    | Chiaia        |
|                         | Castello Aselmeyer-Parco Grifeo                                   | 2.4  | -    | Chiaia        |
|                         | Hôtel Britannique                                                 | 2.8  | -    | Chiaia        |
|                         | Station Corso Vittorio Emanuele                                   | 3.6  | -    | Chiaia        |
|                         | Presidio Ospedaliero ASL Napoli 1                                 | 4.0  | -    | Chiaia        |
|                         | Station Napoli Mergellina                                         | 4.4  | -    | Chiaia        |
|                         | Piedigrotta                                                       | 4.5  | -    | Chiaia        |

## Source de la traduction
- (it) Cet article est partiellement ou en totalité issu de l’article de Wikipédia en italien intitulé « Corso Vittorio Emanuele (Napoli) » (voir la liste des auteurs).